# 甌寧縣
甌寧縣，中國福建舊縣名。在今建甌市。
北宋治平三年（1066年），划出建安、建阳、浦城三县部分轄區设置瓯宁县，与建安县同驻一城，属建宁军。熙宁三年（1070年）撤。元祐四年（1089年），又划出建安縣西北12个里，设置瓯宁县。南宋绍兴三十二年（1162年），改建州为建宁府。瓯宁县归建宁府管辖。
元朝至元十五年（1278年），改建宁府改为建宁路，瓯宁县属建宁路管辖。明朝洪武元年（1368年），恢复建宁府。瓯宁县仍属建宁府管辖。此后数百年未有变化。民国二年（1913年），建安、瓯宁二县合并，取各自首字，名建瓯县。